# 26612 Sunsetastro
26612 Sunsetastro è un asteroide della fascia principale. Scoperto nel 2000, presenta un'orbita caratterizzata da un semiasse maggiore pari a 2,5701404 UA e da un'eccentricità di 0,1867793, inclinata di 14,32612° rispetto all'eclittica.
L'asteroide era stato inizialmente battezzato 26612 Reikoyukawa per poi essere corretto nella denominazione attuale. L'eponimo venne poi attribuito all'asteroide 14401 Reikoyukawa.
Inoltre l'eponimo Sunsetastro era stato inizialmente assegnato a 13101 Fransson che ricevette poi l'attuale denominazione.
L'asteroide è dedicato alla Sunset Astronomical Society che raccoglie astrofili dalla conurbazione di Saginaw-Bay City-Midland nel Michigan.